# Schilo (biblische Person)
Schilo (hebräisch שִׁילֹה) ist ein Titel oder Eigenname mit unklarer Bedeutung. Man findet ihn im Buch Genesis des Alten Testaments. In Gen 49,8–12  wird der Segen des Stammvaters Jakob für seinen Sohn Juda wiedergegeben und in diesem Zusammenhang in Vers 10 Schilo erwähnt, „dem der Gehorsam der Völker gebührt“. Die Bedeutung dieses Wortes ist ungeklärt und daher Ansatzpunkt für Spekulationen, zu denen auch die Gleichsetzung mit dem Messias oder diversen Propheten gehört.

## Übersetzungen
In frühen Übersetzungen von Genesis 49,10 blieb das Wort Schilo als Eigenname unübersetzt (so in der Peschitta) oder wurde durch eine Deutung ersetzt (so in der Septuaginta und der Vulgata).
Die Septuaginta leitet den Namen vom hebräischen Wort שֳׁלוׁ schelo, dem Possessivpronomen „sein / von ihm“ ab
 und übersetzt mit τὰ ἀποκείμενα tà apokeímena „das Aufbewahrte / das Vorhandene / das Daseiende“ (Gen 49,10 ). Die Vulgata übersetzt „qui mittendus est“ (Gen 49,10 ).
Neuere deutsche Übersetzungen lesen Schilo als Eigenname (so Einheitsübersetzung (2016) , Revidierte Elberfelder Bibel , Schlachter-Bibel (2000) , Gute Nachricht Bibel , Neues Leben ) oder ersetzen ihn durch eine Deutung in Anlehnung an die Übersetzung der Septuaginta (so Lutherbibel (2017) „bis dass der komme, dem es gehört“ , Hoffnung für alle „ein großer Herrscher kommt“ , Naftali Herz Tur-Sinai (1935) „bis daß eintrifft sein Wunsch“).

## Kabbalistische Zeugnisse
Franjo Terhart weist in seinem Buch auf die Deutung von Schilo für die Kabbalisten hin:

„So findet man zum Beispiel in der Bibel (Genesis 1,49,10) den hebräischen Text ‚jabo schilo‘ – es wird kommen Schiloh. Niemand weiß, wer mit ‚Schiloh‘ gemeint ist. Der gematrisch geschulte Kabbalist kann jedoch durch den Zahlenwert von ‚schiloh‘ und ‚maschiach‘ (Messias) erkennen, dass beide wesensgleich sind. Und so erhält das unverständliche Wort ‚schiloh‘ und damit der Satz einen Sinn.“

Rabbi Ariel Bar Tzodeck stellt eine kabbalistische Sichtweise in seinem englischsprachigen Online-Artikel zu „The staff shall not depart from Yehuda, nor the scepter from between his feet, until Shiloh comes, and the obedience of the people be his.“ (Bereshit 49,10) vor. Es folgen zwei Textauszüge:

„In this parasha, Ya’aqov Avinu blesses his sons before his death. With regards to Yehuda, Ya’aqov makes reference to ‘Shiloh.’ Yet, no explanation is given as to who Shiloh is. According to Onkelos, Midrash Rabbah and Rashi, the name Shiloh is a reference to the future Melekh HaMashiah.“

„In dieser Parasha [Gen. 49,10] segnet Ya’aqov Avinu seine Söhne vor seinem Tod. In Bezug auf Yehuda verweist Ya’aqov auf „Shiloh“. Noch ist keine Erklärung bekannt, wer Shiloh ist. Gemäß Onkelos, Midrash Rabbah und Rashi ist der Name Shiloh eine Verweisung auf den zukünftigen Melekh HaMashiah.“

„Concerning the name ‘Shiloh’, the Ba’al HaTurim notes that its Gematria (numerical value of the letters) is the same as that of the name Moses. While the Ba’al HaTurim does not elaborate on this, the master Mekubal Rabbi Haim Vital does, in his Sha’ar HaPesukim (Vayehi 20B). There has always been an interesting mystical relationship between Moses and the Mashiah. One was our first redeemer and the other will be our last.“

„Betreffend den Namen ‚Shiloh‘, merkt der Ba'al HaTurim an, dass seine Gematria (numerischer Wert der Buchstaben) genau dieselbe ist, wie die vom Namen Moses. Während der Ba'al HaTurim dies nicht weiter ausarbeitet, macht der Meister Mekubal Rabbi Haim Vital dies in seinem Sha’ar HaPesukim (Vayehi 20B). Dort bestand immer eine interessante mystische Beziehung zwischen Moses und dem Mashiah. Einer war unser erster Erlöser und der andere wird unser letzter sein.“

## In verschiedenen Konfessionen der Heilige-der-Letzten-Tage-Bewegung
Im Buch Das Wort des Herrn der drei Konfessionen der Kirche Christi mit der Elias-Botschaft sagt Gott „Schiloh“ sei einer Seiner Namen, zusammen mit „Jehova“, „Jesus Christus“ und anderen.
In der Kirche Jesu Christi der Heiligen der Letzten Tage und laut Joseph Smith Jr. ist Schiloh ein Name oder Titel des Messias Jesus Christus.

## Islamische Interpretation
Für die muslimische Auslegung von Schilo als Gesandter Mohammed oder Prophet Salih, auch Saalih oder Saleh (arabisch صالح; in den Koran-Suren 7 und 11), siehe Salih.

## Weitere Erwähnungen
Nach Emil G. Hirsch und Immanuel Benzinger ist Schiloh in Genesis 49 nicht als Bezugnahme auf den Ort Silo zu deuten:

„It is doubtful if there is a reference to Shiloh in the blessing of Jacob (Gen. xlix. 10), as the ordinary interpretation assumes: ‘as long as [pilgrims] come to Shiloh,’ that is, while the sanctuary is established there. See Adolf Posnanski, ‘Shiloh: Ein Beitrag zur Gesch. der Messiaslehre’ (Leipsic [sic!] 1904), and the commentaries of Drumann and others.“

„Es ist zweifelhaft, ob es einen Verweis auf Silo im Jakobssegen gibt (Gen. 49,10), während die übliche Interpretation annimmt: ‚so lange wie [Pilger] nach Silo kommen,‘ dies ist, während die Freistätte dort eingerichtet ist. Siehe Adolf Posnanski, ‚Shiloh: Ein Beitrag zur Gesch. der Messiaslehre‘ (Leipsic, 1904), und die Kommentare von Drumann und anderen.“

Der Begriff taucht im Sinne von Messias in der Kantate Christen, ätzet diesen Tag (BWV 63) zum 1. Weihnachtsfeiertag von Johann Sebastian Bach auf. Im Rezitativ Nr. 2 heißt es in Bezug auf den neugeborenen Jesus Christus:

„[...] Der Schilo, den Gott schon im Paradies dem menschlichen Geschlecht verhieß [...]“